# Sherlock Holmes ed il caso della calza di seta
Sherlock Holmes ed il caso della calza di seta (Sherlock Holmes and the Case of the Silk Stocking) è un film per la televisione britannica originariamente trasmesso su BBC One il 26 dicembre 2004.
Prodotto dalla Tiger Aspect Productions, è stato scritto da Alan Cubitt e diretto da Simon Cellan Jones ed è stato preceduto da Il mastino dei Baskerville, girato due anni prima sempre dalla BBC. Rispetto al capitolo precedente, il cast è lo stesso, fatta eccezione per Rupert Everett nel ruolo di Sherlock Holmes e di Neil Dudgeon nel ruolo dell'ispettore Lestrade.

## Trama

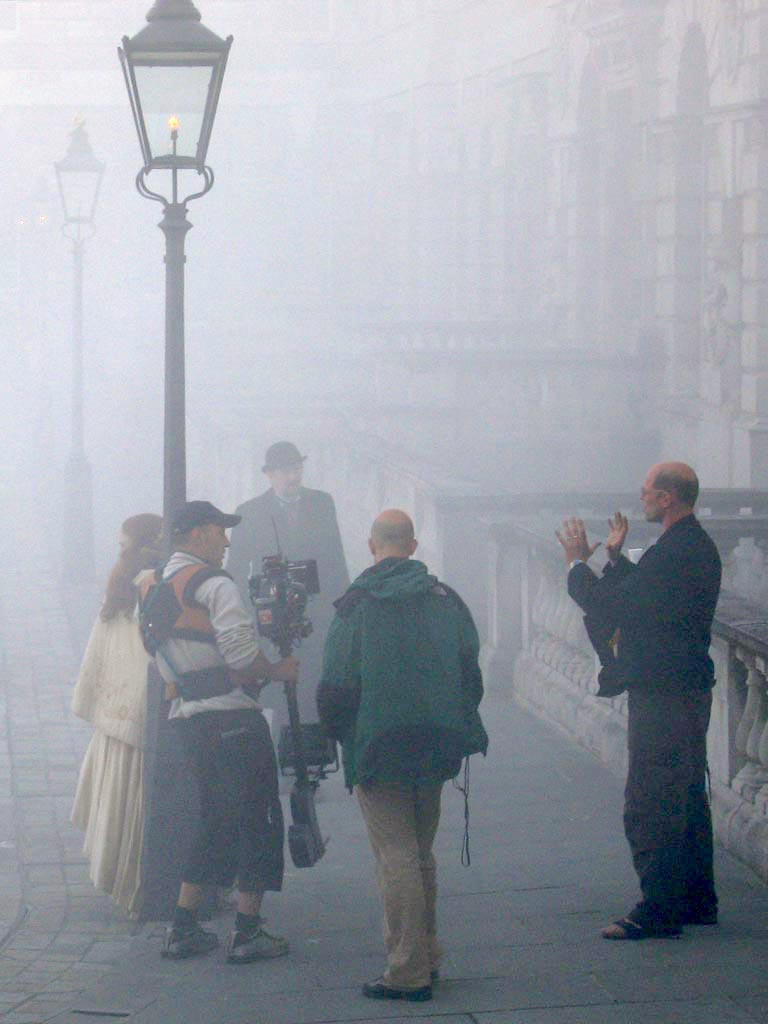
Un'immagine che ritrae la troupe al lavoro nei pressi di Somerset House.

Nel novembre del 1903 viene ritrovato il corpo di una giovane donna a Londra. Il dottor Watson cerca l'aiuto di Holmes, ritirato da tempo, annoiato e tossicodipendente, intuendo che il caso ne possa risvegliare l'interesse. Il cadavere infatti si presenta senza scarpe e con una calza in seta annodata al collo e un'altra conficcata in gola. Il detective intuisce subito che, nonostante gli abiti dozzinali, la vittima non è una prostituta bensì una ragazza di buona famiglia, che identifica come l'aristocratica figlia di un lord inglese. Quest'ultima era stata rapita nella sua stanza senza che nessuno se ne accorgesse; unici indizi una bottiglia di brandy che Holmes scopre essere stata drogata con un narcotico e delle sigarette che erano state fumate dalla ragazza e dal misterioso rapitore.
A questa prima vittima ne segue una seconda, anch'essa figlia di buona famiglia, anch'essa rapita dalla sua stanza e anch'essa narcotizzata (in questo caso con cloroformio) e trovata con una calza attorno al collo e l'altra in gola. Stranamente però questa non indossava i suoi abiti, bensì quelli della prima vittima. In base a ciò Holmes ipotizza che il killer ripone gli abiti delle ragazze per poterli usare per rivestire la vittima successiva. In base a questo Holmes suggerisce la possibile presenza di un'ulteriore vittima, la prima della serie in realtà, a cui appartenevano gli abiti dozzinali.
Da un colloquio con la futura moglie del dottor Watson, una psicologa, Holmes ipotizza che l'assassino sia un feticista ossessionato dai piedi e incentra i suoi sospetti su un valletto che poteva aver conosciuto ed incontrato le 3 vittime. Il sospetto si rafforza con il ritrovamento di una quarta ragazza rapita, lasciata andare dall'assassino in quanto aveva i piedi sfigurati. Convoca quindi il valletto per un interrogatorio e organizza un incontro "accidentale" con la ragazza sopravvissuta: quest'ultima lo identifica come il suo rapitore, ma il confronto delle impronte digitali lo scagiona. Inoltre durante tutti e 3 i rapimenti, il valletto era stato visto altrove da molte altre persone, ivi compresa la moglie del suo attuale padrone, che ha una storia d'amore con lui.
Holmes, per nulla ostinato a rassegnarsi, prepara una trappola per incastrare l'assassino: usa la giovane sorella della terza vittima sfruttando la sua esibizione ad un evento alla presenza del Re e la Regina. Le compra infatti un paio di sandali che ne mettono in risalto i piedi su di un abito molto succinto. Dopo l'esibizione la ragazza si allontana da sola e il sospettato la segue per drogarla e poterla uccidere, ma viene rapidamente catturato da Holmes e posto in custodia. La ragazza torna a casa e viene affidata alle cure del padre. Tuttavia l'identificazione personale dell'indagato non corrisponde all'evidenza. A questo punto Holmes sospetta che l'assassino abbia un gemello identico e che il vero assassino sia ancora libero. Contatta quindi il padre della ragazza "esca" per metterlo in guardia, ma è troppo tardi: il vero assassino l'ha rapita dal suo letto pochi minuti prima della telefonata del detective. La polizia allora cerca di carpire al gemello in carcere una confessione per riuscire a trovare il nascondiglio dell'assassino, ma questi riesce a fuggire. Nel frattempo Watson riesce a far confessare all'amante del valletto (la madre della seconda vittima) l'indirizzo della casa nella quale si svolgevano i loro incontri e vi si precipita con Holmes.
Una volta arrivati là l'investigatore riesce a trovare l'assassino seguendo le macchie di sangue lasciate dal corpo della ragazza e riesce a trovare il nascondiglio dell'assassino. Appena entrati però Watson viene colpito dal killer e cade a terra svenuto, Holmes cerca invece di persuadere l'assassino a lasciare la giovane donna stuzzicandolo affermando di aver capito ciò cerca in realtà dalle donne che rapisce: l'attenzione, perché non potrebbe riceverla altrimenti. L'investigatore quindi prende le scarpette della vittima che il killer aveva posizionato sulla parete, sapendo che quello è un oggetto prezioso per l'assassino che infatti gli balza contro. Nella zuffa Holmes riesce ad immobilizzarlo ma alle sue spalle compare improvvisamente il gemello del killer. Il detective riesce però a fermare quest'ultimo sparandogli ad una gamba prima dell'arrivo della polizia. Nel frattempo Watson salva la ragazza che può essere quindi riconsegnata al padre.
Il film si conclude col matrimonio di Watson con la psichiatra americana e va in luna di miele, mentre Holmes rimane a Londra conscio di aver perso un amico vero ma (apparentemente almeno) con la volontà di non lasciarsi sopraffare nuovamente dall'inedia e dall'oppio come prima di imbarcarsi in quest'avventura.

## Sviluppo
A differenza de Il mastino dei Baskerville, questa produzione è tratta da una storia originale scritta da Cubitt, anche se lo script utilizza alcune battute di Holmes tratte dalle storie originali di Arthur Conan Doyle. Alcuni fondi di co-produzione per il film sono stati forniti dal broadcaster statunitense WGBH PBS e in seguito indicati su PBS Masterpiece Theatre nel 2005. Il titolo originariamente scelto era Sherlock Holmes e la stagione della morte (Sherlock Holmes and the Deadly Season), ma è stato cambiato solo poche settimane prima della trasmissione. La regia è di Simon Cellan-Jones, la produzione è stata pubblicata in DVD nel 2005, con un commento audio da Cellan-Jones e produttore Elinor Day. La partitura musicale è di Adrian Johnston.